# Теодор Н. Кауфман
Теодор Н. Кауфман (енгл. Theodore N. Kaufman) понекад погрешно наведен као Теодор Натан Кауфман, био је амерички јевреј, бизнисмен и писац.
Године 1941, написао је и објавио књигу „Немачка мора пропасти!“ у којој је позивао на стерилизацију немачког народа и прерасподелу немачких земаља. Текст је интензивно коришћен у нацистичкој пропаганди, често као оправдање за прогон Јевреја и посебно је наведен као разлог за хапшење Јевреја из Хановера, у Немачкој.

## Почетци
Рођен је на Менхетну, 22. фебруара 1910. године, у јеврејској породици као син Антона Кауфмана и Фани Њуман. Његови родитељи су се венчали 14. марта 1909. године. Његов отац је био репортер за Берлинер Морген-Цајтунг у Берлину пре него што је емигрирао у Сједињене Државе 1905. године. Теодор је имао три брата Херберта, Џулијана и Леонарда.
Похађао је средњу школу Саут Сајд у Њуарку, Њу Џерзи, и матурирао око 1928. године.
Године 1934. ухапшен је заједно са својим оцем који је био слеп, Антоном Кауфманом, због пљачке Шандора Александра Балинта из Будимпеште. Балинт је развио процес за повећање старења вина а Кауфманови су откупили ову формулу од Балинта, али су касније поверовали да је формула „безвредна“. Теодорова Кауфманова мајка је умрла 1939. године.
Кауфман је путовао да посети Сахару, пустињу, и написао: „Цео дан гледате у хоризонт и осећате се као да гледате у вечност.“ У алжирском граду Бискри је упознао Клер Шеридан која је била позната по томе да је подржавала Октобарску револицију из 1917. године.
Кауфман је постао власник мале рекламне агенције и агенције за продају карата у Саут Оринџу, Њу Џерзи. Објавио је „New Jersey Legal Record“. Кауфман је основао издавачку кућу „Argyle Press“ у Њуарку, Њу Џерзи, како би објављивао своје политичке памфлете.

## Живот током Другог светског рата
Кауфман је имао радикалну намеру да спречи америчко учешће у будућим ратовима у Европи. Године 1939, под покровитељством „Америчке федерације мира“, непознатог ентитета чији је био председник и вероватно једини члан, Кауфман је објавио неколико публикација. Једна брошура, под називом „Пасивна куповина“, залагала се за успостављање двонедељног периода током којег би Американци смањили своју потрошњу како би показали јавно противљење америчкој интервенцији у европским сукобима. У делу брошуре о уверењима Америчке федерације мира, Кауфман се залагао за „најјачу могућу војну одбрану Сједињених Држава“ и изјавио да „амерички народ, држећи се апсолутном дистанцом од страних ратова и запетљавања, суочава се са заиста великом будућношћу“. Исте године, група је такође објавила публикације са контроверзнијим порукама, од којих је једна гласила:
Могући апел Конгресу. ... Стерилишите нас све! ... Ако планирате да нас пошаљете у страни рат ... Поштедите нас сваке могућности да икада доведемо децу на овај свет — у ову нашу земљу!
Две године касније, усмерио је пажњу на присилну масовну стерилизацију свих немачких мушкараца млађих од 65 година и стерилизацију већине немачких жена млађих од 45 година. То би елиминисало „урођени германизам“, предложио је, чиме би се решио велики део људских проблема. Такође је промовисао расподелу немачких земаља међу суседним земљама. Његове напоре је предводило самоиздавање књиге „Немачка мора нестати!“.
„Пошто су Немци вечити реметилаци светског мира... са њима се мора поступати као са било којим убиственим злочинцима. Али није потребно ставити целу немачку нацију на мач. Хуманије је стерилисати их. Војне групе, као организоване јединице, биле би најлакше и најбрже за обраду. ... Становништво Немачке, искључујући освојене и анектиране територије, је око 70.000.000, готово подједнако подељено између мушкараца и жена. Да би се постигао циљ немачког истребљења, било би потребно стерилисати само око 48.000.000 - бројка која искључује, због њихове ограничене моћи да рађају, мушкарце старије од 60 година и жене старије од 45 година. ... Узимајући 20.000 хирурга као произвољан број и под претпоставком да ће сваки од њих обавити најмање 25 операција дневно, не би било потребно више од једног месеца, највише, да се заврши њихова стерилизација. ... Остатак мушког цивилног становништва Немачке могао би се лечити у року од три месеца. Пошто стерилизација жена захтева нешто више времена, може се израчунати...“ да се целокупна женска популација Немачке може стерилисати у року од три године или мање. Потпуна стерилизација оба пола, а не само једног, треба сматрати неопходном с обзиром на садашњу немачку доктрину да чак и једна кап праве немачке крви чини Немца. Наравно, након потпуне стерилизације, престаће да постоји стопа наталитета у Немачкој. При нормалној стопи смртности од 2% годишње, немачки живот ће се смањивати по стопи од 1.500.000 годишње. Сходно томе, у периоду од две генерације, оно што је коштало милионе живота и векове узалудних напора, наиме, елиминација германизма и његових носилаца, биће свршена чињеница. Због губитка самоодрживости, немачка воља ће атрофирати, а немачка моћ ће бити сведена на занемарљив значај."
Иако је Кауфманова књига имала минималан утицај у Сједињеним Државама, привукла је пажњу у нацистичкој Немачкој, где су је пропагандисти користили као доказ међународног јеврејског плана за уништење немачког народа. Дана 24. јула 1941. године, новине нацистичке партије, Völkischer Beobachter, објавиле су чланак на насловној страни о књизи под насловом: „Производ криминалног јеврејског садизма: Рузвелт захтева стерилизацију немачког народа“. Новине су тврдиле да је Кауфман био блиски савезник Самјуела Ирвинга Розенмана, саветника Френклина Делана Рузвелта и да: „С обзиром на блиски однос писца са Белом кућом, овај монструозни ратни програм може се посматрати као синтеза истинске талмудске мржње и Рузвелтових ставова о спољној политици.“ У то време, немачко руководство је било ангажовано у пропагандној кампањи осмишљеној да прикупи народну подршку за немачку инвазију на Совјетски Савез. Антисемитизам уопште, а посебно Кауфманове идеје, постали су фокус ове кампање.
Нацистички министар пропаганде Јозеф Гебелс прочитао је књигу почетком августа и одмах схватио њену вредност, записавши у свом дневнику: „Овај Јеврејин је учинио праву услугу непријатељској [немачкој] страни. Да је написао ову књигу за нас, не би је могао учинити ништа бољом.“ Под Гебелсовим упутством, књига „Немачка мора пропасти!“ наставила је да добија значајну медијску пажњу у Немачкој. Делови књиге су читани на националном радију, а Гебелс је наредио штампање пет милиона примерака брошуре која је сумирала Кауфманове идеје. 
Нацистичка пропаганда је често користила Кауфманов памфлет као оправдање за прогон Јевреја. Када су нацисти захтевали од немачких Јевреја да носе жуту значку на одећи 1. септембра 1941. године, објавили су летак у којем су немачком народу објаснили да се појединци који носе звезду заверавају да спроведу Кауфманов план за уништење Немачке. Када су Јевреји из Хановера протерани из својих домова 8. септембра 1941. године, немачке власти су навеле Кауфманову књигу као један од разлога. Кауфман је одговорио рекавши:
Ово је само благи изговор за још једну од урођених окрутности немачког народа... Не мислим да је моја књига подстакла ово варварство. Они су користили сваку могућу немачку окрутност против Јевреја много пре него што је моја књига објављена.
Министарство пропаганде Нацистичке немачке наставило је да објављује памфлете, постере и флајере о Кауфмановим идејама до краја рата, а такође је позивало новине и јавне говорнике да подсете Немце на Кауфманову књигу. Кауфманово последње веће појављивање у нацистичкој пропаганди догодило се крајем 1944. године, када је одељак од пет страница о њему укључен у широко објављену брошуру „Никад!“, која је описивала низ наводних завера за уништење Немачке. Рендал Бајтверк, историчар комуникација на Калвин колеџу, закључио је да „један Немац у то време није могао да пропусти сусрет“ са пропагандом о Кауфману.
Његова последња публикација преко Аргајл Преса била је брошура из марта 1942. под називом „Нема више немачких ратова! Као нацрт за њихов трајни прекид“. Није садржала више писања о стерилизацији Немаца или дискусији о расподели немачке земље, али је дала предлоге за демократско преваспитавање немачког становништва.
Пријавио се у америчку војску у Њу Мексику 24. априла 1942. године. Током овог периода био је смештен и у камп Ричи због својих језичких способности, што га је учинило једним од многих Ричијевих дечака. Његова три брата су такође служила.
Мало је Американаца икада чуло за истакнутог суграђанина по имену Кауфман... У Немачкој свако дете зна за њега већ дуго. Немци су толико добро информисани о господину Кауфману да само помињање његовог имена подсећа на оно што он представља. У једном од својих скорашњих чланака, др Гебелс је написао: „Захваљујући Јеврејину Кауфману, ми Немци сувише добро знамо шта да очекујемо у случају пораза.“."— The Nation, November 14, 1942
Кауфман се оженио Џин Сирис на грађанској церемонији 23. новембра 1942. године у округу Харис у Тексасу.

## Послератне године и смрт
После Другог светског рата, Кауфман је потпуно нестао из јавног живота. Берел Ланг, гостујући професор филозофије и књижевности на Универзитету Веслијан, није успео да пронађе Кауфмана у евиденцији града Њуарка и у другим изворима..
Кауфман и његова супруга појављују се у именику Монтклера, Њу Џерзи, 1947. године. Наведено је да се бави фарбаним текстилом на адреси Черч Стрит 50, Монтклер. Од 1949. до 1981. године, Кауфманови су продавали за зачин за роштиљање „Charcrust Broil-It“ из своје куће у Ист Оринџу, у Њу Џерзију. 
Умро је у априлу 1986. у Ист Оринџу, Њу Џерзи.

## Писани радови
- "Life, Liberty, Pursuit of Happiness - Where? In the Graves of European Battle Fields?" Newark, NJ: American Federation of Peace (c. 1938–1942)
- A Will and Way to Peace: Passive Purchase. Newark, NJ: American Federation of Peace (1939). 10-page pamphlet.
- Germany Must Perish! Newark, NJ: Argyle Press (1941). 104-page brochure.
- No More German Wars! Being An Outline For Their Permanent Cessation. Newark, NJ: Argyle Press (1942). 16-page brochure.